# جیمز هرینگتون

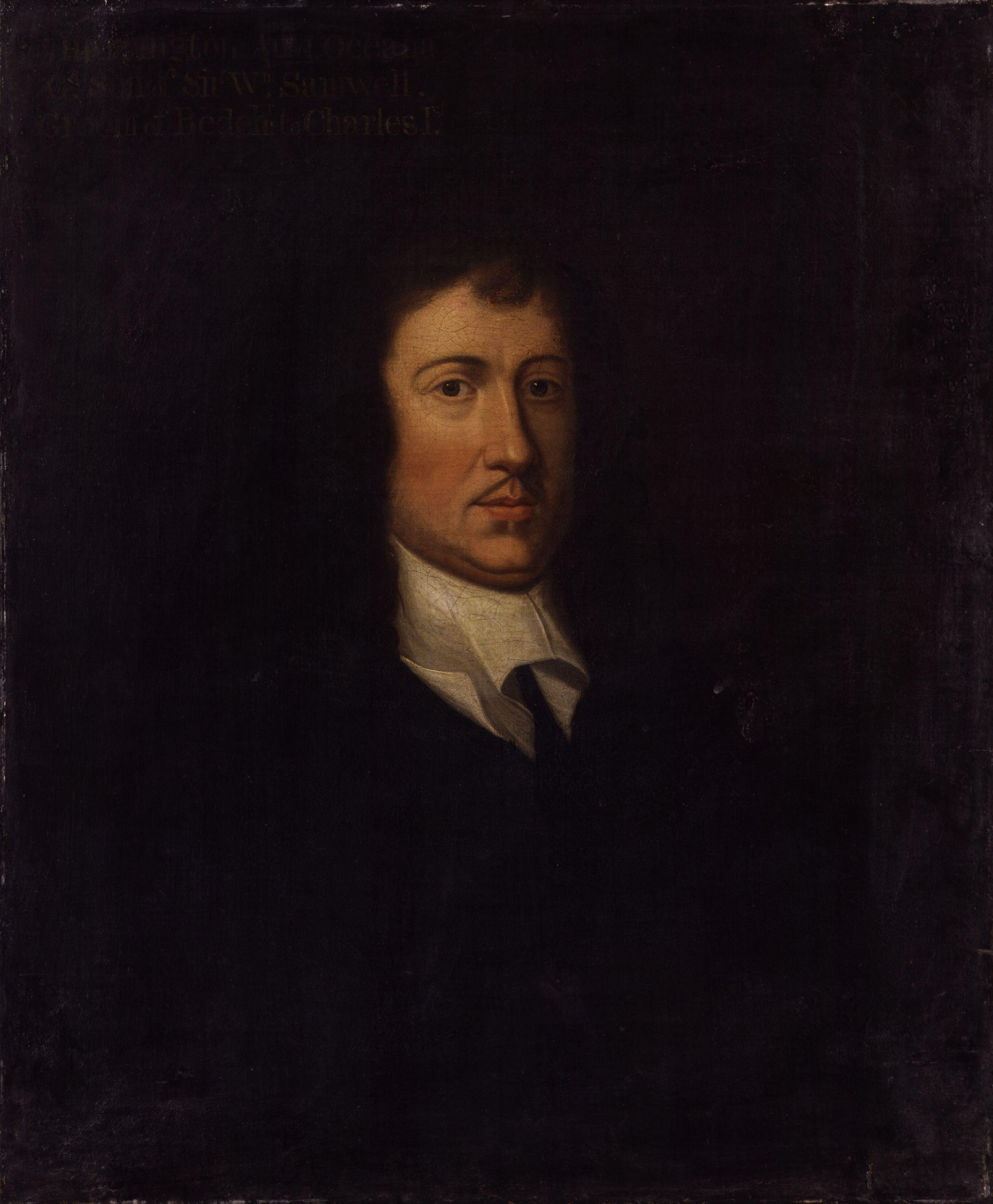
جیمز هرینگتون، پورتره از سر پیتر لیلی، حدود ۱۶۵۸ میلادی، گالری ملی پرتره، لندن

جیمز هرینگتون (James Harrington) (یا هرینگتون) (۳ جنوری ۱۶۱۱ – ۱۱ سپتمبر ۱۶۷۷) یک نظریه‌پرداز سیاسی انگلیسی جمهوری‌خواه کلاسیک بود. او بیشتر به خاطر تألیف جنجالی‌اش، «مشترک المنافع اقیانویسه»‏ (۱۶۵۶) شناخته می‌شود. این اثر نمایشی از یک قانون اساسی ایده‌آل، یک آرمان‌شهر بود که برای تسهیل توسعه جمهوری انگلیسی که پس از اعدام چارلز اول در سال ۱۶۴۹ میلادی تأسیس شده بود، طراحی گردید.

## اوایل زندگی

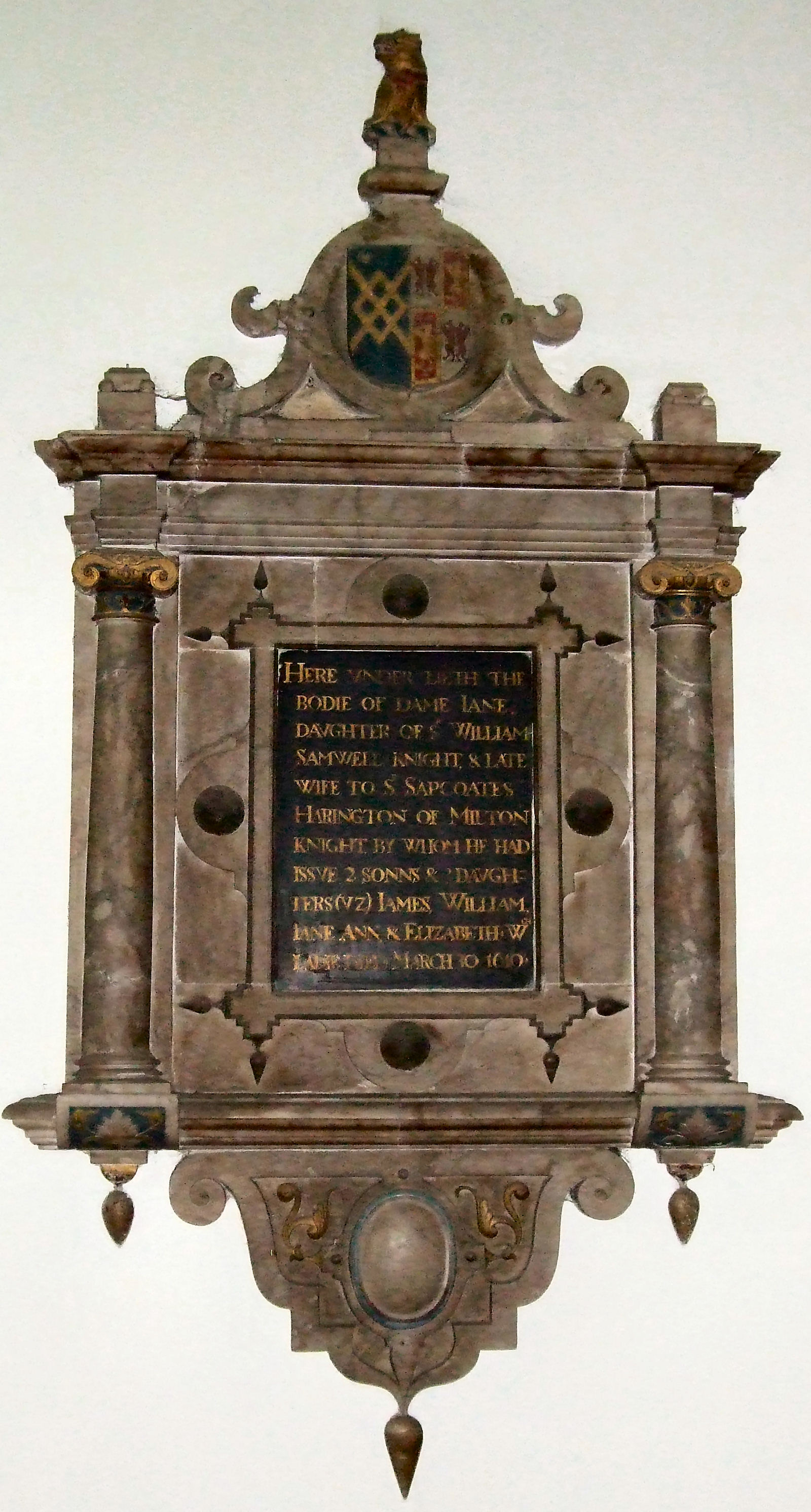
یادبودی برای مادر هرینگتون، «دیم جین» در «کلیسای صلیب مقدس»، میلتون مالزور

هرینگتون در سال ۱۶۱۱ میلادی در آپتون، نورث‌همپتون‌شر متولد شد، او پسر ارشد «سرساپکوت هرینگتون» از رند، لینکلن‌شر بود که در سال ۱۶۳۰ میلادی درگذشت و همسر اولش «جین سامول» از آپتون، دختر «سر ویلیام سامول» بود. «جیمز هرینگتون» از برادرزاده‌های «جان هرینگتون»، «اولین بارون هرینگتون از اکستون» بود که در سال ۱۶۱۳ میلادی درگذشت. او بر اساس وصیت سر ویلیام سامول به دخترش بعد از عروسی، مدتی به همراه پدرش در خانه اعیانی در میلتون مالزور، نورث همپتون شایر ساکن بود. یک پلاک آبی در «میلتون مالزور مانور» نشان دهنده این موضوع است.
کلیسای صلیب مقدس در میلتون مالزور دارای بنای یادبودی در دیوار جنوبی مکان مخصوص کشیش، به نام دیم «جین هرینگتون»، مادر هرینگتون است. بر اساس این یادبود، مادرش در ۳۰ مارس ۱۶۱۹ میلادی، زمانی که جیمز ۷ یا ۸ ساله بود، درگذشت. این یادبود به زبان انگلیسی مدرن اما با علامت گذاری اصلی چنین نوشته‌است:
«این‌جا جسد دیم جین خوابیده‌است، دختر سر ویلیام ساموئل نایت و همسر فقید سر ساپکوتس هرینگتون [همانگونه که نقل شده آورده شده] اهل میلتون نایت که از او صاحب ۲ پسر و ۳ دختر به نام‌های جیمز، ویلیام، جین، آنه و الیزابت شده‌است. این بانو در ۳۰ مارس ۱۶۱۹ درگذشت.
هنگامی که پدرش در ژوئن ۱۶۳۰ میلادی درگذشت، جیمز بنای یادبود دومی را سفارش داد که هنوز هم در کلیسای «سنت اسوالد» در رند در لینکلن شایر قابل مشاهده است. این یادبود ساپکوتس و همسر اولش جین را به همراه پنج فرزندشان به تصویر می‌کشد.

## کودکی و تحصیل

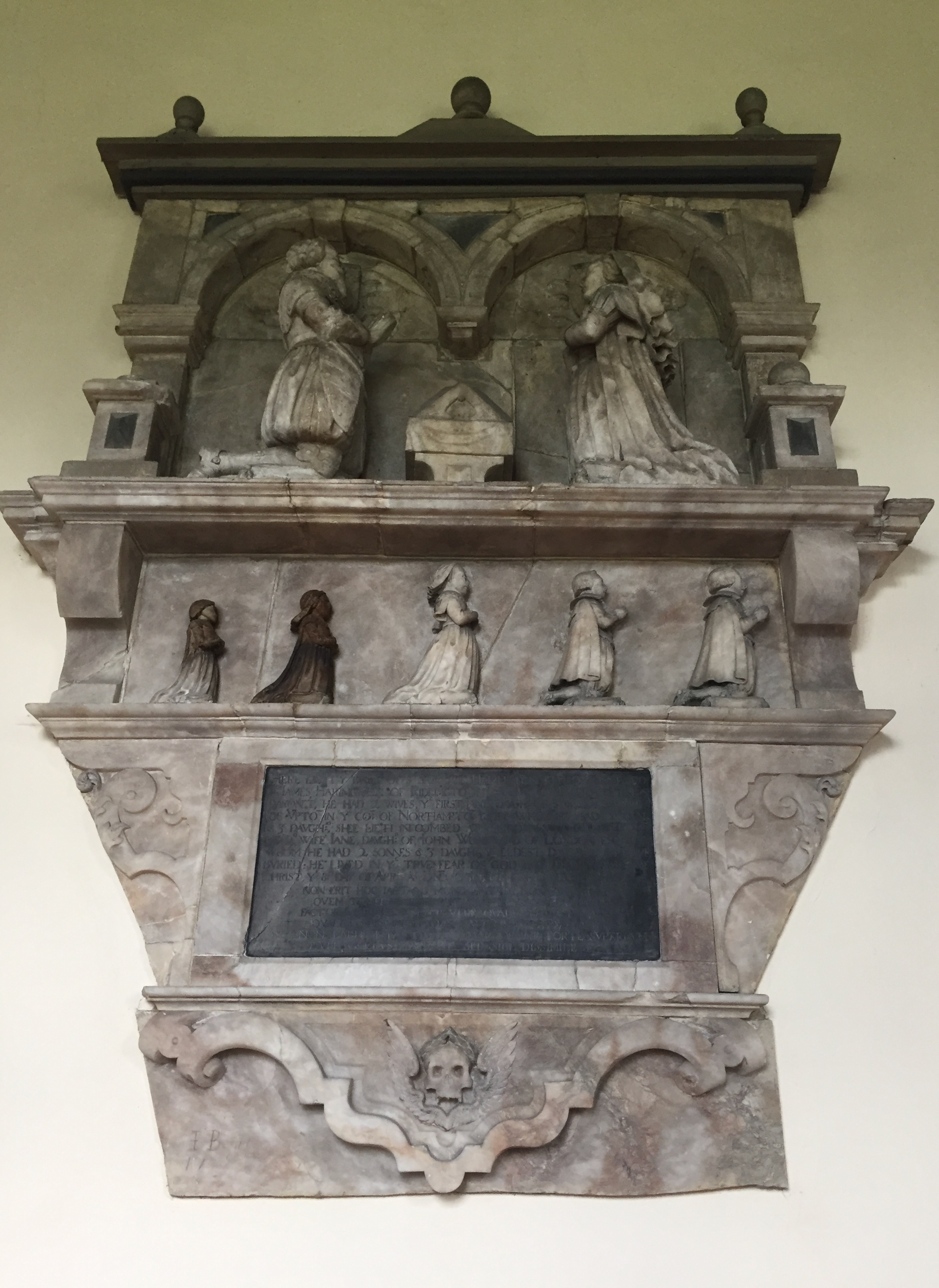
یادبودی که سیر ساپکوتس هرینگتون و اولین همسرش جین با پنج فرزندش را به تصویر کشیده‌است. این یادبود در کلیسای سنت اوسالد در رند، لینکلن‌شر قرار دارد.

اطلاعات در مورد دوران کودکی و تحصیلات اولیه هرینگتون ناچیز است، اگرچه او به وضوح هم در میلتون مالزور و هم در خانه خانوادگی‌اش در رند، زمان گذرانیده است. در سال ۱۶۲۹ میلادی او به‌عنوان یک نجیب‌زاده معمولی وارد کالج تثلیث، آکسفورد شد و دو سال بعد بدون مدرک تحصیلی آنجا را ترک کرد. زندگی‌نامه نویس قرن هجدهم او «جان تولند»، می‌گوید یکی از مربیان او در آنجا «ویلیام چیلینگوورت»، رهبر کلیسای سلطنتی بود، که ممکن است قبل از رفتن مربی دیگرش به مدرسه علمیه کاتولیک در «دوآی» در سال ۱۶۳۰، چنین موردی بوده باشد. در ۲۷ اکتبر ۱۶۳۱ هرینگتون وارد «معبد میانی» شد.

## نوجوانی

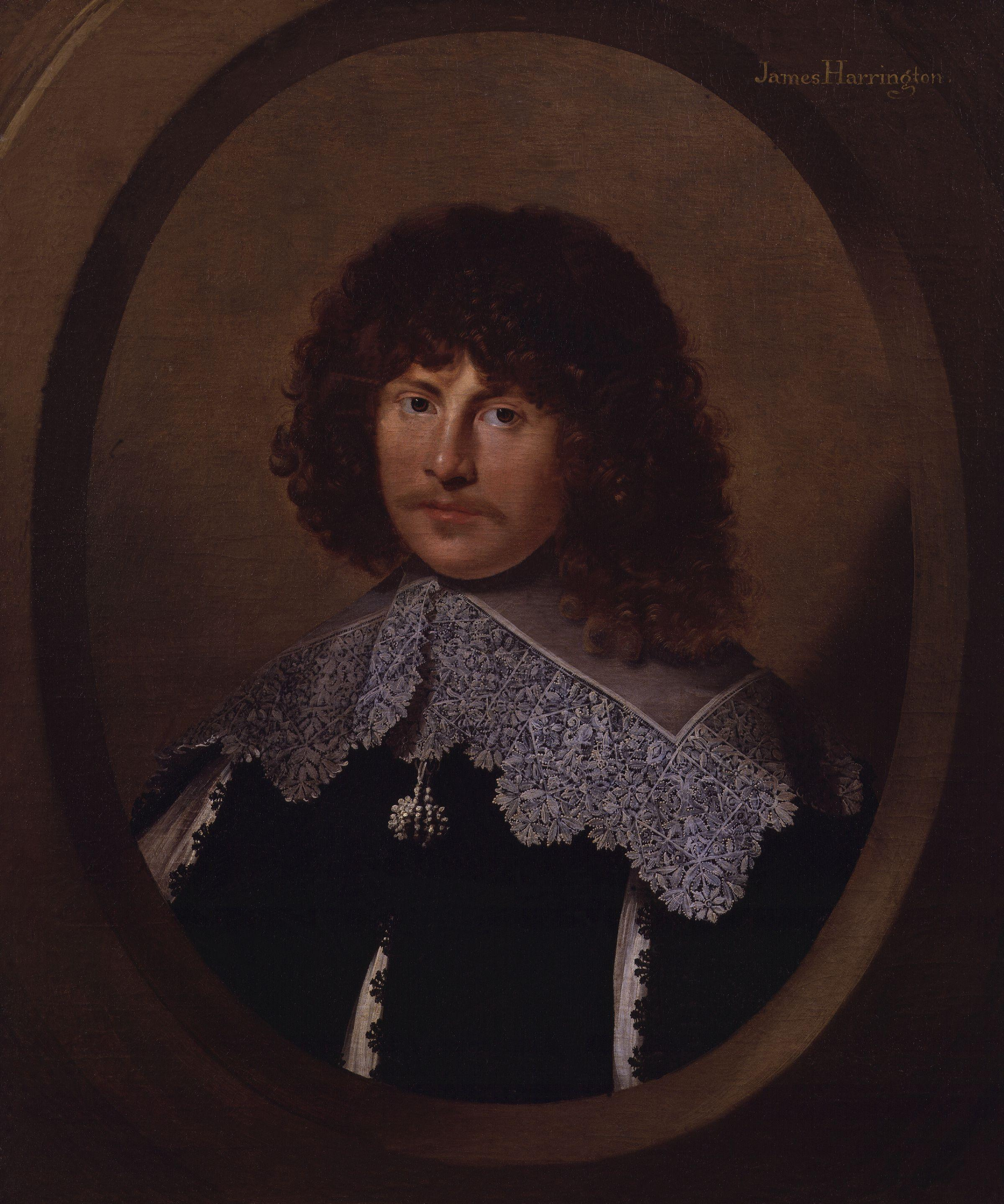
پرتره از جیمز هریگتون، روغن روی پرده نقاشی، حدود ۱۶۳۵ میلادی

در این زمان، پدر هرینگتون درگذشته بود، میراث او کمک کرد تا هزینه جیمز را در طول چندین سال سفر قارهٔ بپردازد. برخی گفته‌ها وجود دارد که او قبل از سفر به هلند، دانمارک، آلمان، فرانسه، سوئیس و ایتالیا در یک گروه شبه نظامی هلندی (ظاهراً بدون هیچ خدمتی) نام‌نویسی کرد. او در تابستان ۱۶۳۵ با «جیمز زوش» در ژنو بود و متعاقباً به روم رفت. با توجه به این موضوع، اشاره تولاند به دیدارش از واتیکان، جای‌که او «از بوسیدن پای پاپ خودداری کرد» احتمالاً به اوایل سال ۱۶۳۶ می‌رسد. در همین حال، سفر او به ونیز به تقویت دانش و اشتیاق او در مورد جمهوری‌های ایتالیا کمک کرد. دهه بعد، شامل آمدن و رفتن او در طول جنگ‌های داخلی، تا حد زیادی توسط هیچ چیز دیگری به جز داستان‌های غیرمستند توضیح داده نشده‌است، به‌عنوان مثال او و چارلز اول را در سال ۱۶۳۹ در ارتباط با اولین جنگ اسقف‌ها به اسکاتلند همراهی کرد. در سال‌های ۱۶۴۱–۱۶۴۲ و در سال ۱۶۴۵ او به پارلمان کمک مالی کرد، قرضه‌های را ارائه داده و شاید از طرف پارلمان در لینکلن‌شایر نیز پول جمع‌آوری کرد. با این حال، تقریباً در همان زمان، او به عنوان «عامل» برای چارلز لوئیس، «شاهزاده انتخاب‌گر پالاتین»، عمل می‌کرد که برادرزاده چارلز اول بود و برادرش شاهزاده روپرت، نیروهای سلطنتی را در جنگ داخلی انگلیس رهبری می‌کرد. چارلز لوئیس و مادرش حمایت خود را از پارلمان در سال ۱۶۴۲ اعلام کرده بودند.
وفاداری ظاهری سیاسی هرینگتون به پارلمان مانع از تعهد شدید او به پادشاه نشد. زمانیکه چارلز اول پس از دست‌گیری توسط اسکاتلندی‌ها دوباره آزاد شد، هرینگتون «کمیسیونی» از نمایندگان مجلس را که برای همراهی چارلز از نیوکاسل به «خانه هولدنبی» (هولمبی) توظیف شده بودند، همراهی کرد. پسر عموی هرینگتون، سر جیمز هرینگتون، یکی از گماشتگان بود، که شاید توضیح دهد چرا مؤلفه آیندهٔ اقیانوسیه یکی از کسانی بود که گماشتگان را به عنوان خدمتکاران «برای انتظار» پادشاه در سفر همراهی کرد. هرینگتون هنگامی که به خانه هولدنبی رسیدند، به عنوان «آقای اتاق خواب» به پادشاه ادامه داد و ما او را می‌بینیم که تا پایان سال در «قلعه کاریزبروک» و «قلعه هرست» در این سمت عمل می‌کند. با این حال، زمانی‌که در قلعه هرست، هرینگتون با فرمان‌دار و افسران ارتش مختلف وارد بحث شد و طی آن حمایت خود را از موضع پادشاه در مورد معاهده نیوپورت اعلام کرد، موجب شد تا برکنار گردد.
حداقل دو روایت معاصر هرینگتون را همراه با چارلز اول در داربست اعدام ذکر می‌کنند، اما این روایات از سطح شایعات بالاتر نمی‌روند.

## اقیانوسیه

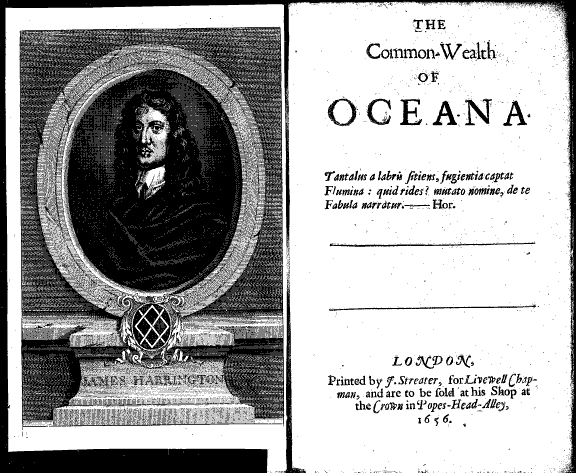
صفحه عنوان مشترک المنافع اقیانوسیه

پس از مرگ چارلز، هرینگتون احتمالاً وقت خود را به ترکیب‌بندی اثر مشترک المنافع اقیانوسیه اختصاص داد. به‌دستور الیور کرامول، که در آن زمان نیابت لرد انگلستان بود، هنگام ارسال به مطبوعات توقیف گردید. اما هرینگتون موفق شد علاقه «الیزابت کلیپول»، دختر مورد علاقه کرامول را جلب کند. این اثر به او بازگردانیده شده و در سال ۱۶۵۶ میلادی به عنوان اثر تازه تقدیم شده به کرامول، ظاهر گردید. هرینگتون و دیگران (که در سال ۱۶۵۹ باشگاهی به نام «روتا» تشکیل دادند) تلاش کردند نگرش‌های بیان شده در اقیانوسیه، به‌ویژه نگرش‌هایی که در مورد رای‌گیری با اوراق رای و دورانی بودن «قضات صلح» و قانون‌گذاران، را عملی کنند، اما این تلاش‌های شان با موفقیت کمی همراه بود.

### تاریخچه سرمقاله
دست نوشته‌های هرینگتون ناپدید شده‌اند. نوشته‌های چاپی او شامل اقیانوسیه و مقالات، جزوات، سخنان کوتاه و رساله‌هایی است که بسیاری از آن‌ها به دفاع از آن اختصاص دارند. دو نسخه اول اقیانوسیه با نام‌های چپمن و پکمن شناخته می‌شوند. محتویات آن‌ها تقریباً یکسان است. آثار او، از جمله اقیانوسیه‌ی پکمن و نسخه خطی منتشر نشده اما مهم «یک نظام سیاسی»، برای اولین بار با زندگینامه‌ای از جان تولند در ۱۷۰۰ میلادی ویرایش شد. ویرایش تولند، با افزوده‌های مهم متعددی توسط «توماس برچ»، برای اولین بار در سال ۱۷۳۷ در لندن ظاهر گردید. نسخه‌ای که شامل اضافات توماس برچ نشده بلکه نسخه‌ای از کتاب «هنری نویل» با عنوان «بازیافت افلاطونی» در دوبلین در همان سال منتشر شد. نسخه ۱۷۳۷ لندن در ۱۷۴۷ و ۱۷۷۱ تجدید چاپ شد. اقیانوسیه در سال ۱۸۸۷ در «کتابخانه جهانی هنری مورلی» مجدداً چاپ شد. «اس.بی. لیلژگرن» در سال ۱۹۲۴ نسخه‌ای از پکمن را که به دقت آماده شده بود، دوباره منتشر کرد.
ویراستار مدرن هرینگتون، «جِی. جی. اِی. پوکاک» است. در سال ۱۹۷۷، او مجموعهٔ پرشماری از رساله‌های هرینگتون را با مقدمه تاریخی طولانی ویرایش نمود. به گفته پوکاک، نثر هرینگتون با یک عادت کاری بی‌انضباط و «عدم پختگی» آشکار خدشه دار شده و هرگز به سطح «یک سبک ادبی بزرگ» نرسید. برای مثال، برخلاف «هابز» و «میلتون»، موارد زیر در آن دیده می‌شود:
«سایه‌های مهم معنا … منتقل شده از طریق ریتم، تأکید و نقطه‌گذاری؛.. او با عجله، به سبک باروک و متناوب می‌نوشت که بیش از یک بار راه خود را گم کرده بود. او از لاتین‌گرایی‌ها رنج می‌برد… تصوراتش در مورد نحوه درج نقل قول‌ها، ترجمه‌ها و ارجاعات در متن او گاهی اوقات باعث سردرگمی می‌شد».
در مقابل، «راشل همرسلی» استدلال کرده‌است که رویکرد ادبی هرینگتون به‌طور خاص برای خدمت به اهداف سیاسی او طراحی شده‌است تا خوانندگانش را متقاعد سازد براساس ایده‌های او عمل کنند.

## زندانی شدن
پس از بازگردانی استوارت، در ۲۵ نوامبر ۱۶۶۱ میلادی، هرینگتون به اتهام توطئه علیه دولت در کابال «خیابان بو» دست‌گیر شده و بدون محاکمه رسمی، به داخل برج پرتاب شد. در آنجا با او «بدرفتاری می‌شد» و در آوریل ۱۶۶۲ میلادی حکمی برای او صادر گردید که در بازداشت نزدیک نگه داشته شود، که باعث شد خواهرانش حکم قرار احضار زندانی را به دست آورند. با این حال، قبل از اجرای حکم، مقامات او را به «جزیره سنت نیکلاس» در سواحل پلیموث بردند. برادر و عمویش موفق شدند با ارسال یک وثیقه ۵۰۰۰ پوندی، هرینگتون را در قلعه پلیموث آزاد کنند. پس از آن، وضعیت سلامت عمومی او، شاید به دلیل مصرف داروی اعتیادآور گایاکام با توصیه پزشک، به‌سرعت بدتر شد. به نظر می‌رسید که ذهن هرینگتون تحت تأثیر قرار گرفته‌است. او دچار «هذیان‌های متناوب» گردید. یکی از ناظران او را «به سادگی دیوانه» قضاوت کرد. او فقط اندکی بهبود یافت، سپس به‌طور قطعی در سراشیبی لغزید. او قبل از این‌که قربانی یک سکته فلج کننده شود، دچار حملات نقرس و رعشه شد. در مقطعی بین سال‌های ۱۶۶۲ و ۱۶۶۹ او با «خانم دیرل، «عشق قدیمی‌اش» دختر یکی از اشراف باکینگهام‌شایر ازدواج کرد.
هرینگتون در «لیتل آمبری»، «دینز یارد»، وست مینستر درگذشت. او در کنار سر والتر رالی در سنت مارگارت، وست مینستر به خاک سپرده شد. در «کلیسای سنت مایکل، آپتون»، یک بنای یادبود بر روی دیوار تخته سنگی برای او وجود دارد.
[هرینگتون اغلب با پسر عمویش سر جیمز هرینگتون، «سومین بارونت ریدلینگتون»، نماینده مجلس، عضو کمیسیون پارلمانی که چارلز اول را محاکمه کرد و دو بار رئیس شورای ایالتی کرامول، اشتباه گرفته می‌شود. او متعاقباً از «مصوبه غرامت و فراموشی» مستثنی شد، قانونی که بسیاری از کسانی را که طی جنگ‌های داخلی (۱۶۴۲–۱۶۴۶) علیه پادشاه سلاح به دست گرفته بودند، عفو می‌کرد.]

## یادداشت‌ها

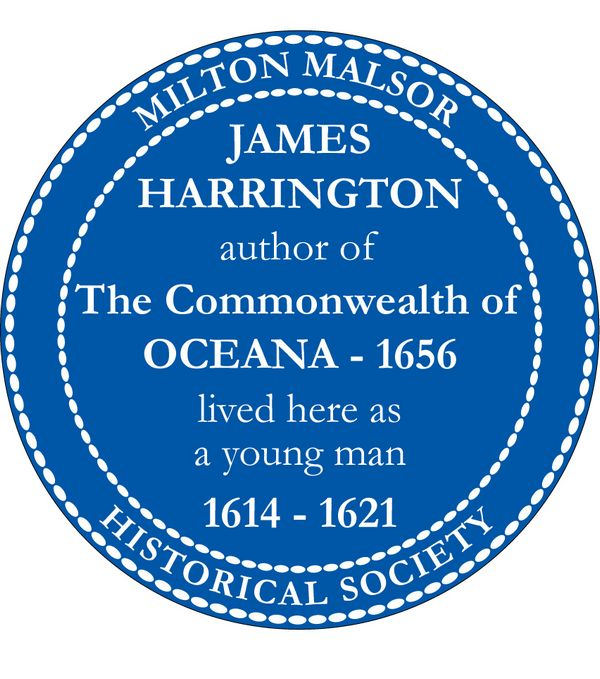
پلاک آبی، نصب شده در تاریخ ۴ اکتبر ۲۰۰۸ میلادی که خانه مانور اهل میلتون مالزور را نشانه گذاری کرده‌است، جایی که هرینگتون در آن زندگی می‌کرد

## ارجاعات
1. ↑  "England's premier civic humanist and Machiavellian. He was not the first to think about English politics in these terms... , but he was the first to achieve a paradigmatic restatement of English political understanding in the language and world-view inherited through Machiavelli." Pocock, "Intro", p. 15.
2. ↑  "James Harrington". Milton Malsor Historical Society. Archived from the original on 4 April 2016. Retrieved 22 March 2008.
3. ↑  Moderate Intelligencer, 97, 7-14, January 1647.
4. ↑  Thomas Herbert Memoirs of the Last Two Years of the Reign of King Charles I, third edition, London, G and W. Nichol, 1815, pp128-30
5. ↑  Pocock writes that this explanation of Cromwellian censorship "has the authority of family tradition, but is not especially convincing." More credible, he finds, is that Oceana criticizes the Protectorate's maintenance of a standing army (in order to hold power), a concept clearly denounced in Oceana and other English republican tracts of the time, in favor of locally controlled regiments (militia). Pocock, "Intro", 8–9.
6. ↑  the Rota being "a select debating society" which conducted "high quality discussions" where "proposals were formally voted on" by members of "salience", which may have included Samuel Pepys. Höpfl, ODNB, p. 388.
7. ↑  The Oceana and other Works of James Harrington, with an account of his Life by John Toland.
8. ↑  Pocock, "Intro", p. xv.
9. ↑  Hammersley, R. (2019) James Harrington: An Intellectual Biography, Oxford, Oxford University Press, chapter 8.
10. ↑  a "circle of Commonwealthsmen [radical republican] 'plotters'." Höpfl, ODNB, p. 390.
11. ↑  tincture of the lingum resin of a West Indies tree, "best known as a remedy in gout and rheumatism and as a diuretic." see John Henry Clarke, M.D., Dictionary of Practical Materia Medica.
12. ↑  هیستوریک اینگلند. "Church of St Michael, Upton (۱٬۳۷۲٬۱۵۲)". فهرست میراث ملی انگلستان. Retrieved 9 April 2015.